# 高州灌区
高州灌区是中国广东省高州的一个灌区，其水源为建江。灌区设计面积78.7万亩，实际面积为53.9万亩，进水闸设计流量为130立方米每秒。